# 千夜一夜キッス倶楽部
「千夜一夜キッス倶楽部」（アラビアンキッスクラブ）は、シブがき隊の楽曲で、21枚目のシングル。1986年9月5日に発売。

## 解説
1986年に入って5枚目のシングル。
同年7月に発売されたアルバム『情熱的新世界』と連動したアートワークで制作された。
同年12月発売のアルバム『HOROSCOPE』には、未収録であった。

## 収録曲
1. 千夜一夜キッス倶楽部
  - 作詞：森雪之丞　作曲：井上大輔　編曲：鷺巣詩郎
2. 優し過ぎる罪
  - 作詞：松本一起　作曲・編曲：後藤次利